# Aivars Lembergs
Aivars Lembergs, né le 26 septembre 1953, est un homme politique et oligarque letton. Il est maire de Ventspils de 1988 à 2021. 
Depuis 2008, il fait l'objet d'une enquête pour corruption, blanchiment d'argent et abus de pouvoir ; accusations qu'il nie,. Il est également apparu dans la liste des personnes concernées par les Panama Papers.

## Biographie
Lembergs est né à Jēkabpils en Lettonie. Il étudia l'économie à l'université d’État de Lettonie et fut diplômé en 1977. Il travailla ensuite, à différentes fonctions, au sein du parti communiste letton, et devint maire de Ventspils en 1988. Il conserva cette position après l'indépendance de la Lettonie et fut réélu cinq fois. Lembergs était le chef du parti politique local Latvijai un Ventspilij (Pour la Lettonie et Ventspils) qu'il a fondé en 1994. Latvijai un Ventspilij a complètement dominé la politique de la ville depuis sa fondation.
Avant les élections parlementaires de 2006, le parti de Lembergs, Latvijai un Ventspilij, a fait une alliance avec l'Union des verts et des paysans qui nomma Lembergs comme candidat à la fonction de Premier ministre de Lettonie. Il reste sa principale figure publique et son principal soutien financier. Il est l'un des trois oligarques contre lesquels le Parti réformateur a promis d'agir s'il arrive au pouvoir.

## Sources